# Cattedrale del Sacro Cuore (Brazzaville)
La cattedrale del Sacro Cuore (in francese: Cathédrale du Sacré-Cœur) è la cattedrale di Brazzaville, in Repubblica del Congo. La chiesa è sede della cattedra vescovile dell'arcidiocesi di Brazzaville ed è la più antica cattedrale di Africa centrale esistente.

## Storia
L'edificio è stato costruito nel 1892 e consacrato nel 1994. La struttura ha subito dei rimaneggiamenti nel 1952 e nel 1993. L'ingresso principale si affaccia ad est ed è decorato con due grandi statue policrome di San Paolo e San Pietro, risalenti a prima del 1914. Charles De Gaulle nel 1944 e Giovanni Paolo II nel 1980 hanno visitato la cattedrale.